# کیجی اینافونه
کیجی اینافونه (به انگلیسی: Keiji Inafune) و (به ژاپنی: 稲船 敬二 Inafune Keiji) (زادهٔ ۸ مه ۱۹۶۵) تهیه‌کننده و گرافیست ژاپنی بازی‌های ویدئویی است. او پیش‌تر ریاست بخش تحقیق و توسعه تجارت آنلاین شرکت کپ‌کام را برعهده داشت. برجسته‌ترین طراحی گرافیکی او، طراحی شخصیت مگا من است. او همچنین تهیه‌کننده برخی مجموعه‌های دیگر شرکت کپ‌کام، همچون اونیموشا و خیزش مرگ نیز هست.

## آثار

### مگامن

#### سری کلاسیک
- Mega Man – طراح شخصیت
- Mega Man ۲ – طراح شخصیت
- Mega Man ۳ – طراح شخصیت، نقشه‌کش جانبی
- Mega Man ۴ – نقشه‌کش، طراح ویژه
- Mega Man ۵ – طراح اشیاء، مشاور
- Mega Man ۶ و Mega Man ۷ – طراح اشیاء
- Mega Man ۸ و Mega Man و Bass – تهیه‌کننده
- Mega Man Soccer – تصویرگر
- Mega Man ۲: The Power Fighters – تشکر ویژه
- Mega Man Powered Up – تهیه‌کننده ارشد
- Mega Man ۹ – تهیه‌کننده، طراح شخصیت
- Mega Man ۱۰ – تهیه‌کننده
- Mega Man Battle & Chase – تهیه‌کننده

#### سری جدید
- Mega Man X، Mega Man X۲ و Mega Man X۳ – طراح شخصیت، تصویرگر
- Mega Man X۴ – تهیه‌کننده
- Mega Man X۵، Mega Man X۷، Mega Man X۸، Mega Man Xtreme و Mega Man Xtreme ۲ – تشکر ویژه
- Mega Man Maverick Hunter X – تهیه‌کننده ارشد

#### سری افسانه‌ای
- Mega Man Legends (بازی ویدئویی) - تهیه‌کننده
- The Misadventures of Tron Bonne – ایده پرداز، تهیه‌کننده
- Mega Man Legends ۲ - تهیه‌کننده

#### دیگر سری‌ها (تهیه‌کننده)
- Rockman Zero/Mega Man Zero
- Rockman.EXE/MegaMan Battle Network
- Mega Man ZX
- Mega Man Star Force

### رزیدنت ایول
- رزیدنت ایول ۲ – تهیه‌کننده توسعه دهنده
- رزیدنت ایول ۴ – تهیه‌کننده ارشد (نسخه PS۲)
- رزیدنت ایول ۵ – تهیه‌کننده ارشد

### اونیموشا
- اونیموشا: اربابان جنگ و اونیموشا ۲: سرنوشت یک سامورایی – تهیه‌کننده
- اونیموشا: شمشیر جنگجویان، اونیموشا ۳: محاصره اهریمن و اونیموشا: طلوع رؤیاها – تهیه‌کننده ارشد
- اونیموشا – نویسنده (۲۰۱۱)

### بازی‌های دیگر
- مبارزان خیابانی – طراح گرافیکی
- Pro Yakyuu? Satsujin Jiken! (Professional Baseball Murder Mystery) – طراح گرافیکی
- Chip 'n Dale Rescue Rangers – طراح گرافیکی
- DuckTales – طراح گرافیکی
- Kamen no Ninja Hanamaru – طراح شخصیت، تصویرگر
- Capcom Barcelona '۹۲ – طراح گرافیکی
- Breath of Fire – طراح شخصیت، تصویرگر
- Capcom Fighting Evolution Shadow of Rome و Black Cat – تهیه‌کننده ارشد
- Legend of Zelda: Minish Cap – تهیه‌کننده
- سایه روم - تهیه‌کننده ارشد
- Final Fight: Streetwise – تشکر ویژه
- سیاره گمشده: وضعیت نهایی – تهیه‌کننده، داستان‌نویس اصلی
- خیزش مرگ – تهیه‌کننده
- مبارزات خیابانی ۴ – تهیه‌کننده ارشد
- کماندو فوق بشری – تهیه‌کننده ارشد
- Super Street Fighter ۴ – تهیه‌کننده ارشد
- Dark Void – تهیه‌کننده ارشد
- سیاره گمشده ۲ – تهیه‌کننده ارشد
- خیزش مرگ ۲ – تهیه‌کننده ارشد
- Ghost Trick: Phantom Detective – تهیه‌کننده ارشد
- Asura's Wrath – تهیه‌کننده ارشد
- Phoenix Wright:Ace Attorney/Apollo Justice - تهیه‌کننده ارشد
- ریکور - تهیه‌کننده، رهبر پروژه

### فیلم
- Zombrex: Dead Rising Sun - کارگردان